# Torsten Jovinge
Torsten Jovinge, nato Per Torsten Jovinge (Stoccolma, 17 giugno 1898 – Siviglia, 20 luglio 1936), è stato un pittore e disegnatore svedese, tra i principali esponenti del purismo.

## Biografia
Quarto figlio di Per Edvard Jovinge (1870-1944) e di Anna Birgitta Petersson (1872-1928), Torsten nacque a Stoccolma nel 1898. Si formò artisticamente nella sua città natale (dopo una laurea conseguita all'Università della città), studiando alla scuola di pittura del pittore svedese Caleb Althin, per poi proseguire i suoi studi presso la scuola di pittura di Carl Whilhelmsons, dal 1923 al 1926. Dopodiché studiò a Parigi con André Lhote e lì fu inizialmente esponente del cubismo. Sempre a Parigi, venne influenzato da Fernand Léger e soprattutto da Amédée Ozenfant e Le Corbusier, teorici del purismo, di cui Torsten fu esponente.

### Carriera
Si distinse per il suo stile tipicamente purista e con la sua produzione artistica che include paesaggi della Svezia, della Spagna e anche della Stoccolma urbana, con elementi architettonici rappresentati unicamente da forme geometriche e con campiture fredde e uniformi, secondo i principi del purismo pittorico.
Espose le sue opere individualmente a Stoccolma nel 1933 ed espose alla galleria Liljevalchs, in una mostra organizzata dall'Associazione Svedese d'Arte Generale (in svedese chiamata con l'acronimo SAK). In questi anni viaggiò nel sud della Francia e soggiornò per un periodo in Danimarca e nella cittadina svedese di Båstad. I suoi ultimi viaggi furono nel 1936, in Marocco e in Spagna.

### Vita privata
Il 12 giugno 1926, all'età di 27 anni, sposò a Parigi la pittrice e illustratrice svedese Stella Falkner (anche lei ex-studentessa di Carl Whilhelmsons), con la quale ebbe tre figlie: Meta, Lena e Marika. La prima figlia nacque il 4 luglio 1927 e morì prematuramente a sole sei settimane di vita, il 20 agosto dello stesso anno. La seconda figlia nacque il 4 luglio 1928 ed è deceduta il 12 ottobre 2011 a Stoccolma. La terza figlia, Marika, è nata il 26 ottobre 1931. Con la moglie non ebbe una relazione felice e i due divorziarono nel 1935.

### Morte
Torsten Jovinge ebbe una vita piuttosto breve. Morì infatti a Siviglia nel 1936, all'età di 38 anni. Venne assassinato durante i massacri della guerra civile spagnola, ma varie ipotesi dell'epoca hanno sostenuto che il pittore si fosse suicidato durante la guerra. Dopo la sua morte sono state organizzate delle mostre commemorative al Museo d'arte di Göteborg, al Museo d'arte di Norrköping, al Moderna Museet e al Museo della città di Stoccolma. Nel 1991 la figlia Marika pubblicò un libro incentrato sulla morte del padre durante la guerra civile spagnola, intitolato Who Wants to Exchange a Gentleman for a Red Dog.

## Alcune opere

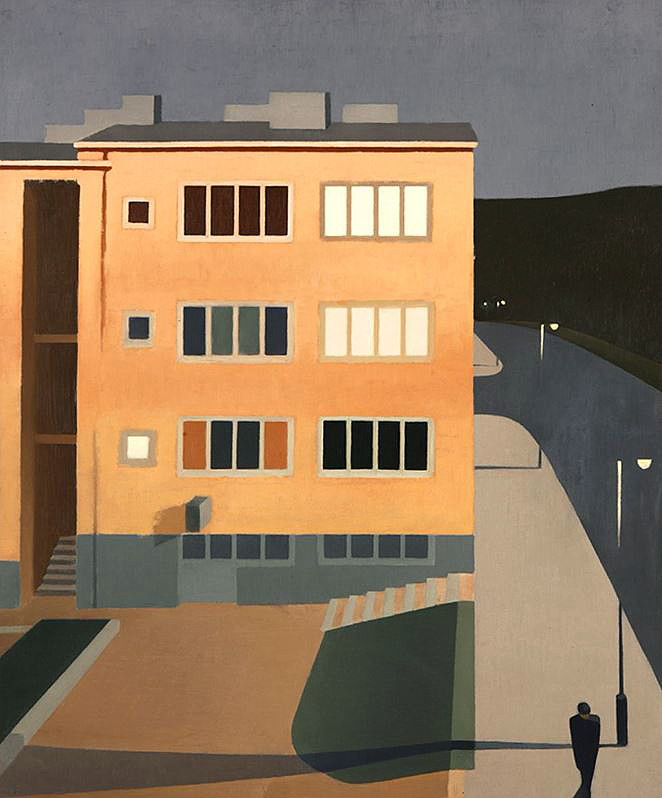
Da Eriksdal

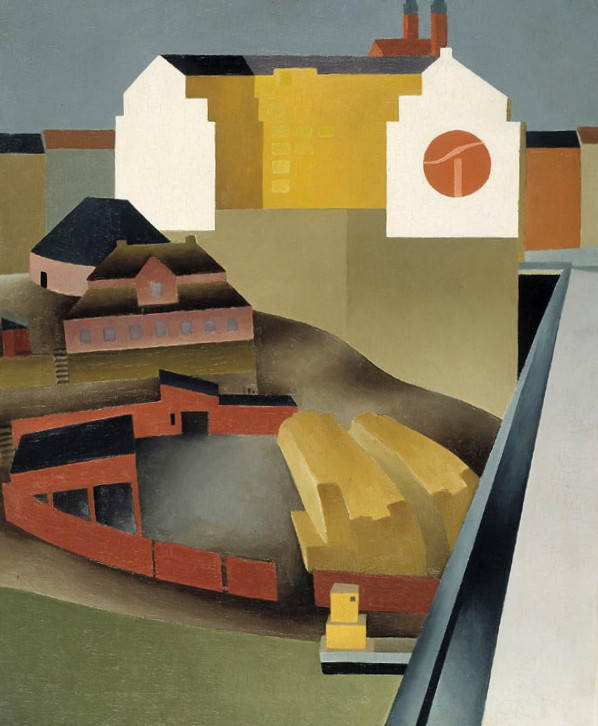
Vista da Liljeholmsbron, 1932

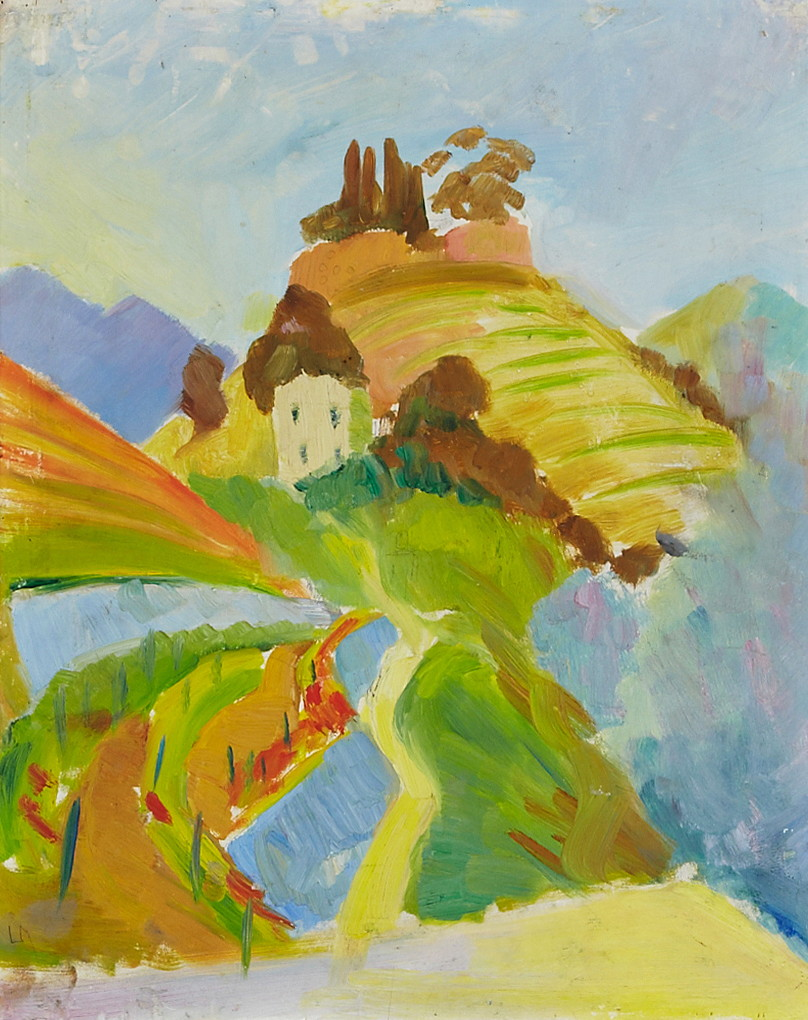
Paesaggio alpino

- Figura medica di paesaggio (1920-1929)
- Stella (1924)
- Paesaggio, Mentone (1926)
- Facciate illuminate dal sole a Cagnes-sur-Mer (1927)
- Vista su Slussen e Södermalm (1928)
- Stella (1930)
- Isolotti in un fiume (1930)
- La vista della città (1930)
- Palazzo della danza - Interno (1930)
- Trad sul campo (1931)
- Il quartiere di Bergsund (1931-1933)
- Vista da Liljeholmsbron (1932)
- Da Hornstull, Stoccolma (1932)
- Municipio dal Palazzo Centrale (1933)[5]
- Paesaggio alpino
- Municipio, Stoccolma
- Da Eriksdal
- Ritratto della sorella dell'artista
- Paesaggio della spiaggia, Båstad
- Le mura
- Il Polo del Potere
- Veduta del Ponte Vasa
- Sud Mälastrand - Vista da Skinnarviksringen
- Bergstaden Castellar